# Родзянко, Сергей Николаевич
Серге́й Никола́евич Родзя́нко (20 мая 1878 — 21 ноября 1949, Париж) — русский общественный деятель и политик, член Государственной думы от Екатеринославской губернии.

## Биография
Православный. Из потомственных дворян Екатеринославской губернии. Землевладелец Новомосковского уезда (150 десятин). Сын начальника штаба Уральского казачьего войска Николая Владимировича Родзянки (1852—1918) и княжны Зои Алексеевны Оболенской (1858—1897). Племянник председателя III и IV Государственных дум Михаила Владимировича Родзянки.
Окончил Уральскую войсковую гимназию (1892) и Александровский лицей (1899).
Служил чиновником особых поручений при санкт-петербургском губернаторе, земским начальником 1-го участка Новомосковского уезда (1900—1904). Дослужился до чина коллежского советника. Избирался гласным Новомосковского уездного земства (1903) и Ольгопольского уездного земства Подольской губернии (1911), новомосковским уездным предводителем дворянства (с 1904), почётным мировым судьей Новомосковского уезда.
В 1912 году был избран членом Государственной думы от Екатеринославской губернии. Входил во фракцию Союза 17 октября, после её раскола — в группу земцев-октябристов. Был членом Прогрессивного блока. Состоял членом комиссий: по переселенческому делу, по рабочему вопросу и по военным и морским делам. Был докладчиком 8-го отдела по проверке прав членов Государственной думы.
Участвовал в Февральской революции: 28 февраля был назначен комиссаром ВКГД в Министерстве торговли и промышленности, 4 марта — в Главном управлении государственного коннозаводства.
После Октябрьской революции эмигрировал во Францию. Жил в Париже, состоял членом Объединения бывших воспитанников Императорского Александровского лицея.
Скончался в 1949 году в Париже. Похоронен на кладбище Сент-Женевьев-де-Буа. Был женат, имел троих детей.